# Kaligagan
Kaligagan, també anomenada Qisĝagan o Qisxagan, és una petita illa deshabitada de les illes Krenitzin, un subgrup de les illes Fox de les illes Aleutianes orientals, a l'estat d'Alaska. Illa molt plana, d'una milla de llargada, es troba al nord-est de Tigalda.
El nom de l'illa va ser transcrit el 1852 pel vicealmirall de la Marina Imperial Russa Mikhail Tebenkov.